# Canthigaster sanctaehelenae
Canthigaster sanctaehelenae, tên thông thường là cá nóc St. Helena, là một loài cá biển thuộc chi Canthigaster trong họ Cá nóc. Loài này được mô tả lần đầu tiên vào năm 1870.

## Phân bố và môi trường sống
C. sanctaehelenae có phạm vi phân bố ở vùng biển Nam Đại Tây Dương. Loài này chỉ được tìm thấy tại đảo Saint Helena và đảo Ascension. C. sanctaehelenae được thu thập xung quanh các rạn san hô, hoặc trong các thảm cỏ biển ở độ sâu khoảng 50 m trở lại.

## Bị đe dọa
C. sanctaehelenae đang bị đe dọa bởi sự suy thoái môi trường sống do sự phát triển của ngành quân sự, du lịch và công nghiệp tại hai đảo này. Không có biện pháp bảo tồn cụ thể nào dành cho C. sanctaehelenae, vì thế mà loài này được đánh giá là Loài nguy cấp.

## Mô tả
C. sanctaehelenae trưởng thành có kích thước tối đa được ghi nhận là khoảng 13 cm. Đầu và thân của loài này được phủ chi chít những đốm màu xanh lam, và các vạch màu xanh sáng bao quanh mắt. Đuôi có 6 - 7 vạch màu xanh thẫm.
Số gai ở vây lưng: 0; Số tia vây mềm ở vây lưng: 9 - 10; Số gai ở vây hậu môn: 0; Số tia vây mềm ở vây hậu môn: 8 - 9; Số tia vây mềm ở vây ngực: 16 - 18.
Cũng như những loài cá nóc khác, C. sanctaehelenae có khả năng sản xuất và tích lũy các độc tố như tetrodotoxin và saxitoxin trong da, tuyến sinh dục và gan. Mức độ độc tính khác nhau tùy theo từng loài, và cũng phụ thuộc vào khu vực địa lý và mùa.
Thức ăn của C. sanctaehelenae rất đa dạng, bao gồm rong tảo, các loài động vật giáp xác và động vật thân mềm.